# Wahlkreis Collegno
Der Wahlkreis Collegno war von 1993 bis 2005 und ist seit 2017 wieder ein Wahlkreis (italienisch collegio elettorale) für die Wahl der Abgeordnetenkammer.

## Von 1993 bis 2005

### Wahlkreisgebiet
Der Wahlkreis umfasste 4 Gemeinden: Alpignano, Collegno, Grugliasco und Pianezza.

### Wahlergebnisse

#### Parlamentswahl 1994

##### Direktstimmen
| Kandidaten               | Kandidaten                      | Parteien                                 | Stimmen | %    |
| ------------------------ | ------------------------------- | ---------------------------------------- | ------- | ---- |
|                          | Luciano Violantegewählt         | Progressisti                             | 36.368  | 43,7 |
|                          | Mariella Cavanna                | Polo delle Libertà (FI – LN – CCD – UdC) | 30.269  | 36,4 |
|                          | Dino Gallai                     | Patto per l’Italia                       | 8.444   | 10,2 |
|                          | Carlo Boetti Villanis Audifredi | Alleanza Nazionale                       | 8.106   | 9,7  |
| Gesamt                   | Gesamt                          | Gesamt                                   | 83.187  | 100  |
|                          |                                 |                                          |         |      |
| Ungültige Stimmen        | Ungültige Stimmen               | Ungültige Stimmen                        | 4.975   | 5,6  |
| Wähler                   | Wähler                          | Wähler                                   | 88.162  | 91,5 |
| Wahlberechtigte          | Wahlberechtigte                 | Wahlberechtigte                          | 96.312  |      |
|                          |                                 |                                          |         |      |
| Quelle: Innenministerium |                                 |                                          |         |      |

##### Listenstimmen
| Parteien                             | Parteien             | Parteien                           | Stimmen | %    |
| ------------------------------------ | -------------------- | ---------------------------------- | ------- | ---- |
|                                      | Progressisti         | Partito Democratico della Sinistra | 24.146  | 28,7 |
| Partito della Rifondazione Comunista | Progressisti         | 5.349                              | 6,4     |      |
| La Rete                              | Progressisti         | 2.240                              | 2,7     |      |
| Federazione dei Verdi                | Progressisti         | 2.206                              | 2,6     |      |
| Partito Socialista Italiano          | Progressisti         | 1.250                              | 1,5     |      |
| Alleanza Democratica                 | Progressisti         | 1.097                              | 1,3     |      |
| ↳ Gesamt                             | Progressisti         | 36.288                             | 43,1    |      |
|                                      | Polo delle Libertà   | Forza Italia                       | 20.081  | 23,8 |
| Lega Nord                            | Polo delle Libertà   | 7.536                              | 9,0     |      |
| ↳ Gesamt                             | Polo delle Libertà   | 27.617                             | 32,8    |      |
|                                      | Alleanza Nazionale   | Alleanza Nazionale                 | 7.031   | 8,4  |
|                                      | Patto per l’Italia   | Partito Popolare Italiano          | 6.649   | 7,9  |
|                                      | Lista Marco Pannella | Lista Marco Pannella               | 4.109   | 4,9  |
|                                      | Verdi Verdi          | Verdi Verdi                        | 1.828   | 2,2  |
|                                      | Lega per il Piemonte | Lega per il Piemonte               | 471     | 0,6  |
|                                      | Rinnovamento         | Rinnovamento                       | 208     | 0,2  |
| Gesamt                               | Gesamt               | Gesamt                             | 84.201  | 100  |
|                                      |                      |                                    |         |      |
| Ungültige Stimmen                    | Ungültige Stimmen    | Ungültige Stimmen                  | 3.958   | 4,5  |
| Wähler                               | Wähler               | Wähler                             | 88.159  | 91,5 |
| Wahlberechtigte                      | Wahlberechtigte      | Wahlberechtigte                    | 96.312  |      |
|                                      |                      |                                    |         |      |
| Quelle: Innenministerium             |                      |                                    |         |      |

#### Parlamentswahl 1996

##### Direktstimmen
| Kandidaten               | Kandidaten         | Parteien            | Stimmen | %    |
| ------------------------ | ------------------ | ------------------- | ------- | ---- |
|                          | Livia Turcogewählt | L’Ulivo             | 42.945  | 52,8 |
|                          | Ermanno Margaglia  | Polo per le Libertà | 27.124  | 33,4 |
|                          | Antonio Dattilo    | Lega Nord           | 11.221  | 13,8 |
| Gesamt                   | Gesamt             | Gesamt              | 81.290  | 100  |
|                          |                    |                     |         |      |
| Ungültige Stimmen        | Ungültige Stimmen  | Ungültige Stimmen   | 5.463   | 6,3  |
| Wähler                   | Wähler             | Wähler              | 86.753  | 88,5 |
| Wahlberechtigte          | Wahlberechtigte    | Wahlberechtigte     | 98.053  |      |
|                          |                    |                     |         |      |
| Quelle: Innenministerium |                    |                     |         |      |

##### Listenstimmen
| Parteien                                          | Parteien                             | Parteien                             | Stimmen | %    |
| ------------------------------------------------- | ------------------------------------ | ------------------------------------ | ------- | ---- |
|                                                   | L’Ulivo                              | Partito Democratico della Sinistra   | 19.466  | 23,6 |
| Rinnovamento Italiano                             | L’Ulivo                              | 3.964                                | 4,8     |      |
| Popolari per Prodi (PPI – SVP – PRI – UD – Prodi) | L’Ulivo                              | 3.655                                | 4,4     |      |
| Federazione dei Verdi                             | L’Ulivo                              | 2.801                                | 3,4     |      |
| ↳ Gesamt                                          | L’Ulivo                              | 29.886                               | 36,3    |      |
|                                                   | Polo per le Libertà                  | Forza Italia                         | 13.907  | 16,9 |
| Alleanza Nazionale                                | Polo per le Libertà                  | 10.018                               | 12,2    |      |
| CCD – CDU                                         | Polo per le Libertà                  | 2.327                                | 2,8     |      |
| ↳ Gesamt                                          | Polo per le Libertà                  | 26.252                               | 31,9    |      |
|                                                   | Partito della Rifondazione Comunista | Partito della Rifondazione Comunista | 12.688  | 15,4 |
|                                                   | Lega Nord                            | Lega Nord                            | 9.443   | 11,5 |
|                                                   | Lista Pannella – Sgarbi              | Lista Pannella – Sgarbi              | 1.879   | 2,3  |
|                                                   | Verdi Verdi                          | Verdi Verdi                          | 1.417   | 1,7  |
|                                                   | Partito Socialista                   | Partito Socialista                   | 427     | 0,5  |
|                                                   | Partito Umanista                     | Partito Umanista                     | 138     | 0,2  |
|                                                   | Partito Federalista                  | Partito Federalista                  | 110     | 0,1  |
|                                                   | Nuove Energie                        | Nuove Energie                        | 96      | 0,1  |
| Gesamt                                            | Gesamt                               | Gesamt                               | 82.336  | 100  |
|                                                   |                                      |                                      |         |      |
| Ungültige Stimmen                                 | Ungültige Stimmen                    | Ungültige Stimmen                    | 4.418   | 5,1  |
| Wähler                                            | Wähler                               | Wähler                               | 86.754  | 88,5 |
| Wahlberechtigte                                   | Wahlberechtigte                      | Wahlberechtigte                      | 98.053  |      |
|                                                   |                                      |                                      |         |      |
| Quelle: Innenministerium                          |                                      |                                      |         |      |

#### Parlamentswahl 2001

##### Direktstimmen
| Kandidaten               | Kandidaten         | Parteien           | Stimmen | %    |
| ------------------------ | ------------------ | ------------------ | ------- | ---- |
|                          | Livia Turcogewählt | L’Ulivo            | 46.417  | 56,9 |
|                          | Agostino Ghiglia   | Casa delle Libertà | 30.205  | 37,0 |
|                          | Anna Maria Audino  | Lista Di Pietro    | 4.932   | 6,0  |
| Gesamt                   | Gesamt             | Gesamt             | 81.554  | 100  |
|                          |                    |                    |         |      |
| Ungültige Stimmen        | Ungültige Stimmen  | Ungültige Stimmen  | 4.330   | 5,0  |
| Wähler                   | Wähler             | Wähler             | 85.884  | 87,0 |
| Wahlberechtigte          | Wahlberechtigte    | Wahlberechtigte    | 98.706  |      |
|                          |                    |                    |         |      |
| Quelle: Innenministerium |                    |                    |         |      |

##### Listenstimmen
| Parteien                               | Parteien                             | Parteien                             | Stimmen | %    |
| -------------------------------------- | ------------------------------------ | ------------------------------------ | ------- | ---- |
|                                        | L’Ulivo                              | Democratici di Sinistra              | 16.948  | 20,6 |
| La Margherita (Dem – PPI – RI – Udeur) | L’Ulivo                              | 14.944                               | 18,2    |      |
| Partito dei Comunisti Italiani         | L’Ulivo                              | 1.682                                | 2,0     |      |
| Il Girasole (FdV – SDI)                | L’Ulivo                              | 1.339                                | 1,6     |      |
| ↳ Gesamt                               | L’Ulivo                              | 34.913                               | 42,5    |      |
|                                        | Casa delle Libertà                   | Forza Italia                         | 20.989  | 25,5 |
| Alleanza Nazionale                     | Casa delle Libertà                   | 7.121                                | 8,7     |      |
| Lega Nord                              | Casa delle Libertà                   | 2.749                                | 3,3     |      |
| CCD – CDU                              | Casa delle Libertà                   | 1.124                                | 1,4     |      |
| Nuovo PSI                              | Casa delle Libertà                   | 438                                  | 0,5     |      |
| ↳ Gesamt                               | Casa delle Libertà                   | 32.421                               | 39,5    |      |
|                                        | Partito della Rifondazione Comunista | Partito della Rifondazione Comunista | 7.176   | 8,7  |
|                                        | Lista Di Pietro                      | Lista Di Pietro                      | 3.542   | 4,3  |
|                                        | Lista Emma Bonino                    | Lista Emma Bonino                    | 2.334   | 2,8  |
|                                        | Verdi Verdi                          | Verdi Verdi                          | 1.224   | 1,5  |
|                                        | Democrazia Europea                   | Democrazia Europea                   | 501     | 0,6  |
|                                        | Abolizione Scorporo                  | Abolizione Scorporo                  | 39      | 0,0  |
| Gesamt                                 | Gesamt                               | Gesamt                               | 82.150  | 100  |
|                                        |                                      |                                      |         |      |
| Ungültige Stimmen                      | Ungültige Stimmen                    | Ungültige Stimmen                    | 3.738   | 4,4  |
| Wähler                                 | Wähler                               | Wähler                               | 85.888  | 87,0 |
| Wahlberechtigte                        | Wahlberechtigte                      | Wahlberechtigte                      | 98.706  |      |
|                                        |                                      |                                      |         |      |
| Quelle: Innenministerium               |                                      |                                      |         |      |

## Von 2017 bis 2020

### Wahlkreisgebiet
Der Wahlkreis umfasste Gemeinden: 

### Wahlergebnisse

#### Parlamentswahl 2018
| Kandidaten               | Kandidaten               | Stimmen | %    | Listen                   | Stimmen | %    |
| ------------------------ | ------------------------ | ------- | ---- | ------------------------ | ------- | ---- |
|                          | Celeste D’Arrandogewählt | 58.659  | 34,1 | Movimento 5 Stelle       | 58.659  | 34,1 |
|                          | Sara Zambaia             | 53.912  | 31,3 | Lega                     | 30.047  | 17,4 |
| Forza Italia             | Sara Zambaia             | 53.912  | 31,3 | 17.781                   | 10,3    |      |
| Fratelli d’Italia        | Sara Zambaia             | 53.912  | 31,3 | 5.455                    | 3,2     |      |
| Noi con l’Italia – UDC   | Sara Zambaia             | 53.912  | 31,3 | 629                      | 0,4     |      |
|                          | Umberto D’Ottavio        | 46.260  | 26,9 | Partito Democratico      | 39.007  | 22,6 |
| +Europa                  | Umberto D’Ottavio        | 46.260  | 26,9 | 5.923                    | 3,4     |      |
| Italia Europa Insieme    | Umberto D’Ottavio        | 46.260  | 26,9 | 711                      | 0,4     |      |
| Civica Popolare          | Umberto D’Ottavio        | 46.260  | 26,9 | 619                      | 0,4     |      |
|                          | Silvana Accossato        | 8.358   | 4,9  | Liberi e Uguali          | 8.358   | 4,9  |
|                          | Valeria Attolico         | 1.717   | 1,0  | Potere al Popolo!        | 1.717   | 1,0  |
|                          | Federico Depetris        | 1.634   | 0,9  | CasaPound Italia         | 1.634   | 0,9  |
|                          | Lucianella Presta        | 1.181   | 0,7  | Il Popolo della Famiglia | 1.181   | 0,7  |
|                          | Vincenzo Napolitano      | 502     | 0,3  | Partito Valore Umano     | 502     | 0,3  |
| Gesamt                   | Gesamt                   | 172.223 | 100  |                          | 172.223 | 100  |
|                          |                          |         |      |                          |         |      |
| Ungültige Stimmen        | Ungültige Stimmen        | 5.086   | 2,9  |                          |         |      |
| Wähler                   | Wähler                   | 177.309 | 78,3 |                          |         |      |
| Wahlberechtigte          | Wahlberechtigte          | 226.580 |      |                          |         |      |
|                          |                          |         |      |                          |         |      |
| Quelle: Innenministerium |                          |         |      |                          |         |      |

## Seit 2020

### Wahlkreisgebiet
| Wahlkreise – Camera dei deputati – Piemont | Wahlkreise – Camera dei deputati – Piemont  | Wahlkreise – Camera dei deputati – Piemont |
| Provinz                                    | Provinz                                     | Gemeinden nach Provinzen ⮞ Wahlkreis |
| ------------------------------------------ | ------------------------------------------- | --- |
|                                            | Metropolitanstadt Turin (312 Gemeinden)     | Teil Turins ⮞ Wahlkreis Turin – Circoscrizione 2 Teil Turins ⮞ Wahlkreis Turin – Circoscrizione 3 186 ⮞ Wahlkreis Chieri 22 ⮞ Wahlkreis Collegno 103 ⮞ Wahlkreis Moncalieri |
|                                            | Provinz Alessandria (187 Gemeinden)         | alle ⮞ Wahlkreis Alessandria |
|                                            | Provinz Asti (118 Gemeinden)                | alle ⮞ Wahlkreis Asti |
|                                            | Provinz Biella (74 Gemeinden)               | alle ⮞ Wahlkreis Vercelli |
|                                            | Provinz Cuneo (247 Gemeinden)               | 169 ⮞ Wahlkreis Cuneo 78 ⮞ Wahlkreis Asti |
|                                            | Provinz Novara (87 Gemeinden)               | 78 ⮞ Wahlkreis Novara 9 ⮞ Wahlkreis Vercelli |
|                                            | Provinz Verbano-Cusio-Ossola (74 Gemeinden) | alle ⮞ Wahlkreis Novara |
|                                            | Provinz Vercelli (82 Gemeinden)             | alle ⮞ Wahlkreis Vercelli |

Der Wahlkreis umfasst 22 Gemeinden der Metropolitanstadt Turin. 

### Wahlergebnisse

#### Parlamentswahl 2022
| Kandidaten                          | Kandidaten            | Stimmen | %    | Listen                                                  | Stimmen | %    |
| ----------------------------------- | --------------------- | ------- | ---- | ------------------------------------------------------- | ------- | ---- |
|                                     | Elena Maccantigewählt | 77.315  | 39,9 | Fratelli d’Italia                                       | 46.542  | 24,0 |
| Lega per Salvini Premier            | Elena Maccantigewählt | 77.315  | 39,9 | 17.145                                                  | 8,9     |      |
| Forza Italia                        | Elena Maccantigewählt | 77.315  | 39,9 | 12.664                                                  | 6,5     |      |
| Noi Moderati                        | Elena Maccantigewählt | 77.315  | 39,9 | 964                                                     | 0,5     |      |
|                                     | Davide Gariglio       | 60.393  | 31,2 | Partito Democratico – Italia Democratica e Progressista | 43.338  | 22,4 |
| +Europa                             | Davide Gariglio       | 60.393  | 31,2 | 8.070                                                   | 4,2     |      |
| Alleanza Verdi e Sinistra           | Davide Gariglio       | 60.393  | 31,2 | 7.994                                                   | 4,1     |      |
| Impegno Civico – Centro Democratico | Davide Gariglio       | 60.393  | 31,2 | 991                                                     | 0,5     |      |
|                                     | Luca Carabetta        | 28.244  | 14,6 | Movimento 5 Stelle                                      | 28.244  | 14,6 |
|                                     | Paola Barbero         | 15.337  | 7,9  | Azione – Italia Viva                                    | 15.337  | 7,9  |
|                                     | Luca Cellamare        | 4.895   | 2,5  | Italexit per l’Italia                                   | 4.895   | 2,5  |
|                                     | Monica Amore          | 2.963   | 1,5  | Italia Sovrana e Popolare                               | 2.963   | 1,5  |
|                                     | Rosa Bartiromo        | 2.625   | 1,4  | Unione Popolare                                         | 2.625   | 1,4  |
|                                     | Gianpiero Alaimo      | 1.819   | 0,9  | Vita                                                    | 1.819   | 0,9  |
| Gesamt                              | Gesamt                | 193.591 | 100  |                                                         | 193.591 | 100  |
|                                     |                       |         |      |                                                         |         |      |
| Ungültige Stimmen                   | Ungültige Stimmen     | 8.505   | 4,2  |                                                         |         |      |
| Wähler                              | Wähler                | 202.096 | 67,6 |                                                         |         |      |
| Wahlberechtigte                     | Wahlberechtigte       | 298.759 |      |                                                         |         |      |
|                                     |                       |         |      |                                                         |         |      |
| Quelle: Innenministerium            |                       |         |      |                                                         |         |      |